# لانتانا بنفسجية
لانتانا بنفسجية (الاسم العلمي:Lantana purpurea) هي نوع نباتي يتبع جنس اللانتانا من فصيلة اللويزية.